# Diplocomium hexastichum
Diplocomium hexastichum là một loài Rêu trong họ Meesiaceae. Loài này được Funck mô tả khoa học đầu tiên năm 1820.